# 隱蔽賭徒
隱蔽賭徒通常指人面對社會排斥和壓力而選擇生活於某種狹窄的生活空間之中，不與社會體系有正常聯繫而選擇自我封閉。在香港，當病態賭徒面對家人、朋友排斥和債務上沉重的壓力時，選擇逃避的生活，一般會逃避到澳門，以便有更多時間在賭場捕捉贏錢機會。他們有計劃地去接近和生活於賭場內，也有一些病態賭徒心目中已有一定的贏錢目標，所以帶備充足賭本，不知不覺地留漣在賭場內連續賭博數十小時，由於有贏亦有輸，在沒有時間觀念的情况下持續了一段頗長的時間，但仍未輸掉所有賭本，而僥倖贏的又未達到預期要贏的金額，於是把心一橫，甚麽都不理會，只選擇繼續留在澳門，在賭場時間越長，贏錢機會就越大，因為他們相信時機快到。我們稱這些賭徒為「隱蔽賭徒」。
隱蔽賭徒通常不顧一切留在賭場賭博，以賭去逃避他們對家庭及社會的責任，因為他們的信念是只要經常在賭場，就有贏錢機會，贏錢就會立即解決所有問題。開始時會連續三數天離家失去踪影，在澳門賭場過日子，漸漸演變成隨時與家庭及社會失去一段較長時間的聯繫，由兩、三個月至一年多不等。

## 先兆
賭徒倘若在日常行為、生活模式及情緒出現有以下徵兆，顯然將出現「隱蔽」的問題，包括:
1. 個人工作動力減低 
  1. 債務嚴重，無力償還，對前路及日後生活感到憂慮、迷惘；
  2. 在家庭及社會上對不同的排斥感到極度挫敗；
  3. 開始不喜歡/減少與家人外出; 只繼續以賭博為伴
  4. 不想工作或沒有心機工作，甚至對個人以往感興趣的事也提不起勁
  5. 欠下巨債，要家人幫忙償還，因債務太多，家人也無力償還，甚至因此而斷絕家人關係
2. 人際交往 
  1. 減少／害怕／拒絕與人交談及見面
  2. 對身邊的朋輩、家人和事逐漸不關心，甚至不聞不問
3. 情緒 
  1. 情緒低落以及不穩定，但不會向別人表達個人感受及想法
  2. 注意力難持久、不集中，對周圍現實環境的感受力、記憶力減退。導致情緒出現問題，例如憂鬱症、躁鬱症、焦慮等

## 程度／類別
從是次研究不同個案的觀察，隱蔽有不同的程度，有些受訪者失去踪蹟後完全沒有聯繫家人，家人雖有報警，但也難以聯絡。 有些受訪者間中會用電話慰問家人，甚至過時過節或有飲宴會返回香港出席。總括而言，隱蔽可分下列三類：

### 第一類：完全「隱蔽」
持續超過3個月與所有系統沒有連繫，除沒有參與外在的社會系統(朋友) 的活動外，更沒有上班又沒有請假，或已辭去工作，與內在系統(家庭) 又失去聯絡，完全不知所踪，像是人間蒸發。 

### 第二類：「隱蔽」
持續超過3個月與外在社會系統沒有連繫及失去所有行踪，但間中仍有用電話與家庭連繫，特別是要求金錢幫助。 

### 第三類：潛在「隱蔽」/「隱蔽」邊緣
過往3個月內與社會系統和家庭只作有限度的連繫，行為上逐漸抽離，並間中有兩、三日不知所踪。 例如在工作上經常請假及已沒有與朋友聯繫，與家庭系統則作有限度聯繫(例如與家人出外用膳、買東西)。 

## 性格
一般病態賭徒的性格是較難控制衝動及傾向追尋刺激，他們的責任心較低及家庭觀念較薄弱。隱蔽賭徒除擁有一般病態賭徒的性格問題和特徵外，他們本身的性格更容易受外界環境影響而作出負面的反應，例如由於較為內向和自我表達能力弱，令他們面對逆境時未能正確面對，加上家庭及朋友因素，都會造成隱蔽。他們多是因負債過多而處於不敢面對現實的心理衝突之中，容易情緒低落、悲觀、消極，由於未能表達和求助，於是容易迷失自我及感到失落。 此外，對賭博產生很多迷思，例如贏錢的機會快到，贏錢可解決所有問題，隱蔽除了是他們逃避現實的方法外，也可以一心一意去投入賭博，捕捉勝利的最佳機會。

## 「隱蔽」賭徒的信念與夢想
美國哲學家Peirce 曾提出信念固著現象，指人們一旦對某項事物建立了某種信念，那麼就很難打破人們的這一看法，即使是相反的證據與資訊出現時，他們也往往視而不見。從心理學的角度看，人們越是極力想證明自己的信念是正確，就會越對挑戰自己信念的資訊封閉。賭徒一旦贏了就歸因於自己的賭技與眼光，一旦輸了就認為「差一點就贏，或只是偶然的倒霉」。 當然從理性角度來看，進行長期賭博的機會率(possibility)是一場必輸的遊戲，但無數賭徒由於信念的固著，未能接受其他的資訊而繼續沉迷。此外，亦有學者指出，人們傾向於高估低機會率(Probability)事件的出現，卻低估高概率事件的出現。 賭徒就常高估對他們有利事件的真實機會率，他們會去預測暫時未出現的事件(贏大錢)很可能最近出現；低估對他們不利的事件的真實機會率(輸錢欠債之後果)。

## 在澳門的日常生活活動

### 替換及清洗衣服
受訪賭徒表示，他們並非每天替換衣服，曾有賭徒所穿的恤衫超過了兩星期才有機會清洗。他們一般都會將穿過的骯髒衣服累積起來，一次過交到洗衣店。由於大多數賭場都有免費專車接送往來關閘，他們會到拱北國內的洗衣店清洗，較為便宜。每日他們會用紙內褲替換，其中一位受訪賭徒更表示，拱北一些按摩場所會提供免費紙內褲，他們一次過會取去十多條以便更換。當然，如果運氣好，手上現金較充裕，就會租住一些板間房，順道可以洗滌衣服。如果沒有能力租住房間時，他們的隨身行李便會寄存於賭場的衣帽間，賭場一般提供14天的免費寄存期。

### 膳食
由於大多數賭場提供免費三文治、小食及飲品，賭場職員亦在受訪中曾對研究員表示差不多所有賭場都有免費食品供應，部份賭場提供收費食品包括雲吞麵、豬什粥、叉燒咸蛋飯、切雞飯等，一律只收十元，並奉送例湯。而澳門一些舊式的茶餐廳有廉價的飯盒供應，如果現金較充裕，在拱北光顧按摩店晚上除有地方可以休息至天亮外，又有免費飲料、麵食及生菓供應，因此解決每日三餐非常容易。

### 個人衛生及清潔（包括洗澡、梳洗及如廁）
要解決每天的個人衛生問題，賭場洗手間及公共厠所有免費設施可以使用，有受訪賭徒表示，運動場的更衣室更供應免費熱水洗澡，另一位受訪賭徒就表示有賭場洗手間厠格或傷殘人士使用之厠格有獨立洗手盆，利用洗手盆可抹身及梳洗。 除了未能每天更換衣服外，個人清潔不受影響。

### 休息睡眠
澳門晚上可供休息睡眠的選擇頗多，免費的可在賭場的大堂內，坐在沙發上休息，當然如果入睡的話，會被賭場保安人員驅趕，不過其中一間賭場，就可以在沙發上睡覺，「睡」無虛席。根據大堂職員表示，而休息的客人主要以香港人及內地人為多。 如手上較為充裕的話，可租住板間房，每晚租金由六十元至一百元。當然這些地方不會很舒適，但最少可渡宿一宵而不受驅趕。 另外，他們可到拱北光顧按摩店，只要在晚上十一時光顧兩個小時，約共七十元人民幣，就可以使用浴室、享用麵食飲品及生菓，並可休息至翌日早上八時。

### 處理日常開支
縱使賭場提供免費三文治、免費穿梭旅遊車，免費的大堂沙發休息。但也不可一日三餐都吃三文治，晚上擔驚受怕被驅趕。 購買廉價的飯盒，拿衣服到洗衣店，光顧按摩店吃即食麵及拿免費紙內褲等等都需要金錢，雖然花費的錢不太多，但也要有收入才能應付日常的開支。 因此受訪賭徒表示，他們各有不同方法賺取小額金錢去應付及處理日常開支，而賺錢方法是層出不窮，例如向贏錢的賭客求取打賞，也有賭場曾推出，凡乘座該賭場專車的乘客均獲抽獎券一張，有受訪賭徒曾一天內乘坐三十多次，每次獲一張抽獎券賣二元，三十張就可賺得六十元，足夠兩、三天的開支。 另有賭場送面值五十元的贈券一張，但要加現金五十元方可投注，因此，他們就以二十元轉售賣給他人賺取利潤。 此外，有賭場送贈泥碼券，兩位賭徒就一起合作賭百家樂，一位買「庒」，另一位買「閒」，其中一定有一位贏，於是就可換取現金，然後兩位將贏取的獎金對分。 另有一位受訪賭徒獲聘專責賭博，每天按某一方程式投注直播百家樂機，賺取的報酬亦足夠應付日常開支。

### 活動與使用交通工具
澳門所有賭場均有提供免費專車到碼頭及關閘，而受訪賭徒的活動範圍多在賭場與拱北之間，因此不需支付任何交通費用。 縱使到舊式的茶餐廳購買廉價的飯盒或到運動場享用免費熱水浴，亦在賭場附近的範圍，步行數分鐘已可到達，而受訪賭徒每天大多數活動時間只在賭場範圍內，縱使要到不同的賭場碰碰運氣，也不需分文花在交通上，因此可以全程投入，將省下來的一分一毫投注在賭枱上。 至於來自內地的隱蔽賭徒，根據賭場職員表示，他們的簽証大多數已過期，而返回國內再回澳門申請需時，所以更不敢離開賭場，避免遇到警察查閱証件。

## 處理方法
輔導機構要處理隱蔽賭問題，可從兩個途徑介入：一是從隱蔽賭徒的家人作介入，改善溝通模式；二是可用外展手法直接接觸隱蔽賭徒，提供適當輔導。

### 從隱蔽賭徒的家人作介入
家人首要的任務是先處理自己的憤怒，明白賭博是一種病態，並學習積極的溝通方法，平心靜氣才可以與賭徒保持溝通。  鼓勵家人主動聯繫隱蔽賭徒，特別是當隱蔽賭徒向家人索取金錢的時候，不要用責備的態度，取而代之以積極的溝通和正面的態度重新建立關係。 所謂積極的溝通，是指不去判斷對方的行為是否對錯，不要不停地抱怨，也不應命令對方要做這個、要做那個，或不准這樣做、不准那樣做，也不可以單打的語氣埋怨對方，因為這些溝通模式只會提升賭徒的防禦功能去保護自己，結果雙方無法再溝通，更不歡而散。 要有雙贏的溝通，家人說話時要保持冷靜，盡量避免受情緒的干擾。 要令對方感覺受專重、受重視，並邀請對方多表達意見，一起參與，共同解決問題。 盡可能不去反駁或攻擊對方的觀點，當對方回應時要用心聆聽，當對方感到被理解、被接受，才會投入溝通，家人嘗試不用「你…」的說話去責罵對方，改為表達「我…」的感受，例如「是你爛賭才令大家變得窮困」改為「我經常為你的債務問題感到非常困擾」。
當彼此關係有所改善，才鼓勵隱蔽賭徒與輔導員接觸，接受適當輔導，減低賭徒對輔導的抗拒。

### 以外展手法直接接觸隱蔽賭徒
雖然隱蔽賭徒容易認識很多「同路人」，但彼此間的交往，只因大家都是同病相憐，所以較易投契去互吐心聲，去談論有關賭博，及交流一些資訊，由於彼此都陷於困境，互相可提供的實際支援並不多。 他們以為隱蔽生活只是過渡性質，當贏到大錢後就改變一切，所以很難期望他們去尋求輔導。 因此輔導員需以外展手法接觸他們，當建立穩固的關係後，便可幫助他們去反思隱蔽的生活，破解他們的謬誤或迷思，教導他們正確解決問題的技巧，同時亦輔導他們重返現實。 通常與賭徒可訂定兩類計劃：短期及長期治療計劃。 短期治療計劃主要是處理即時的急切問題，特別是債務的處理、就業和抒解內心的鬱結、不安，例如坦白將所有債項列出，訂定償還的期限。 長期治療計劃包括：幫助隱蔽賭徒反省隱蔽生活，重新訂定人生的方向與目標，學習增強個人抗逆能力、生活及社交技巧，重新聯繫社會及家庭體系，面對現實，重返社會。

## 附注
1. ↑  根據錫安社會服務處總幹事李焯仁博士與勗勵軒戒賭輔導中心輔導員李耀煌先生在2008年12月所做的研究